# Strömsholm
Strömsholm – miejscowość (tätort) w Szwecji w gminie Hallstahammar w regionie Västmanland nad jeziorem Melar. Około 594 mieszkańców. Na południe od miejscowości mieści się zamek Strömsholm, jeden z dziesięciu zamków królewskich w Szwecji.

## Przypisy

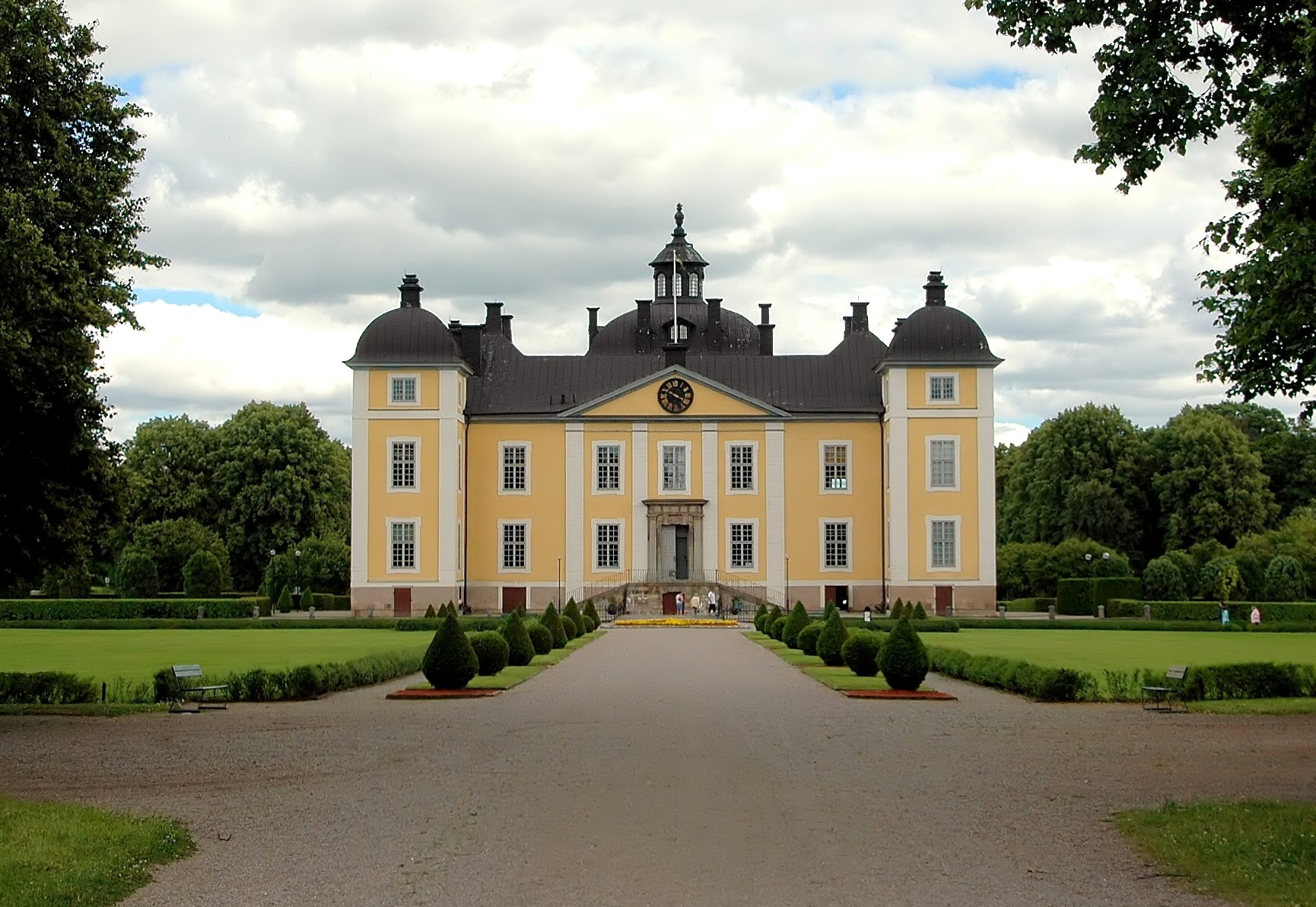
Zamek Strömsholm